# Maksim Koptiakow
Maksim Walerjewicz Koptiakow, ros. Максим Валерьевич Коптяков   (ur. 21 czerwca 1987) – rosyjski bokser, mistrz i wicemistrz Europy.
Największym osiągnięciem zawodnika jest mistrzostwo Europy amatorów w 2011 roku w wadze średniej.